# 픽실레이션

픽실레이션(영어: Pixilation)은 실제 사람의 동작을 애니메이션에 담아 내는 특별한 기법이다. 실시간으로 일어나는 사건을 띄엄띄엄 찍으면 필름에는 동작이 간헐적으로 기록되므로 옛날 무성 영화에서처럼 움직임이 부자연스럽게 보이는 효과를 낸다.